# Nước dùng để tiêm
Nước dùng để tiêm là nước có chất lượng cao hơn bình thường mà không gây ngộ độc đáng kể. Một phiên bản vô trùng được sử dụng để pha loãng các dung dịch sẽ được đưa vào cơ thể qua đường tiêm. Trước khi có thể sử dụng như vậy, các chất khác nói chung phải được thêm vào để đảm bảo các dung dịch chỉ xấp xỉ đẳng trương. Dung dịch này có thể được tiêm vào tĩnh mạch, cơ, hoặc dưới da. Một phiên bản không vô trùng có thể được sử dụng trong sản xuất và sẽ được khử trùng sau này trong quá trình.
Nếu nước này được đưa vào bằng cách tiêm vào tĩnh mạch mà không điều chỉnh về mức đẳng trương, việc ly giải các tế bào máu đỏ có thể xảy ra. Điều này có thể dẫn đến các vấn đề về thận. Tiêm với lượng quá nhiều cũng có thể dẫn đến tình trạng quá tải chất lỏng. Nước dùng để tiêm thường được thực hiện bằng cách chưng cất hoặc thẩm thấu ngược. Nước này phải chứa ít hơn một mg một số nguyên tố khác với nước trên 100 ml. Các phiên bản với các tác nhân ngăn chặn sự phát triển của vi khuẩn cũng có sẵn.
Nó nằm trong danh sách các thuốc thiết yếu của Tổ chức Y tế Thế giới, tức là nhóm các loại thuốc hiệu quả và an toàn nhất cần thiết trong một hệ thống y tế. Nước tiêm có sẵn trên quầy. Chi phí bán buôn ở các nước đang phát triển là khoảng 0,03 đến 0,15 USD mỗi lọ 10 ml. Tại Vương quốc Anh, cùng lượng này cần chi cho NHS từ 0,25 đến 1,40 pound.